# Elin Rusk
Elin Rusk, född 23 september 1987, är en finlandssvensk skådespelare från Österbotten. Rusk har bland annat arbetat för Helsingborgs stadsteater, Malmö stadsteater, Teater Sagohuset i Lund och Regionteatern Blekinge Kronoberg.

## Teater

### Roller (ej komplett)
| År   | Roll | Produktion                       | Regi            | Teater                                       |
| ---- | ---- | -------------------------------- | --------------- | -------------------------------------------- |
| 2016 |      | Golem (Der Golem) Gustav Meyrink | Rikard Lekander | Malmö stadsteater                            |
| 2018 |      | Bortbytingen Selma Lagerlöf      | Rikard Lekander | Regionteatern Blekinge Kronoberg/Riksteatern |